# Jakub Intercisus
Św. Jakub Intercisus, znany także jako św. Jakub Perski lub Jakub Pocięty (zm. 420) – święty Kościoła katolickiego i prawosławnego.
Urodził się w Persji. Był żołnierzem i dworzaninem króla Jezdegerda I. Nie chcąc utracić stanowiska, jakie zajmował na dworze Sasanidów, którzy wyznawali zaratusztrianizm, wyrzekł się na jakiś czas wiary chrześcijańskiej. Jednak pod wpływem matki oraz żony wkrótce pożałował swojej apostazji i otwarcie przyznał się do bycia chrześcijaninem. Jego przydomek Intercisus wywodzi się z łacińskiego słowa oznaczającego „rozkrajany, pocięty na kawałki”, co odnosi się do jego męczeńskiej śmierci z rozkazu następcy Jezdegerda I, króla Bahrama V, gdyż został pocięty na dwadzieścia osiem kawałków.
Wspomnienie św. Jakuba Intercisusa w Kościele katolickim wypada 27 listopada.